# Jimmy Mack
Jimmy Mack is een nummer van de Amerikaanse soul-meidengroep Martha & The Vandellas. Het was, na What Am I Going to Do Without Your Love en I'm Ready for Love, de derde en laatste single afkomstig van het album Watchout!. Het nummer was een van de zes singles van Martha & The Vandellas die de top-10 op de Billboard Hot 100 in de Verenigde Staten wisten te bereiken. Daarnaast was het, samen met Dancing in the Street, het enige nummer van de groep dat #1 werd in de Billboard R&B singles hitparade. Het muziektijdschrift Billboard rangschikte Jimmy Mack als nummer 82 op de lijst van "100 Greatest Girl Group Songs of All Time". Ook in het Verenigd Koninkrijk en Canada had het nummer succes.

## De song
Net als onder meer (Love Is Like A) Heatwave, Nowhere to Run en Quicksand, werd Jimmy Mack geschreven door het succesvolle songwritersdrietal Holland-Dozier-Holland (HDH), dat ook vele hits heeft gemaakt voor onder meer The Supremes en de Four Tops. Het bestond uit Brian Holland en Lamont Dozier die het nummer componeerden en produceerden, en Eddie Holland, die de tekst schreef.
De opname werd gemaakt op 2 maart 1964, bijna drie jaar voordat het nummer uitgebracht werd, in Hitsville USA, de studio van Motown, het platenlabel van Berry Gordy, in Detroit. De leadzangeres was Martha Reeves. Opmerkelijk is de achtergrondzang van de toenmalige Vandellas Rosalind Ashford en Annette Beard (aangevuld met The Andantes), die tijdens de coupletten veel weg heeft van doo-wop, terwijl Motown zich juist meer op de soulpop aan het richten was om zowel blank als zwart Amerika te bereiken. Het instrumentale deel werd verzorgd door de vaste studioband van sessiemuzikanten van Motown, informeel bekend als The Funk Brothers. 
In de tekst verlangt de ik-figuur naar de terugkeer van haar vriendje Jimmy Mack, als een andere man haar het hof maakt. Ze hoopt dat Jimmy terugkomt voordat ze gaat vallen voor die andere man ("But this guy keeps comin' around, 
He's tryin' to wear my resistance down"). Lamont Dozier en Eddie Holland deden de inspiratie hiervoor op tijdens een ceremonie waarbij aan de moeder van de kort daarvoor overleden songschrijver Ronnie Mack een prijs werd uitgereikt voor He's so Fine van The Chiffons. Haar ontroerende speech bracht HDH op het idee voor het refrein "Jimmy! Oh Jimmy Mack, when are you comin' back". Ronnie Mack was gestorven aan een ernstige ziekte, maar de tekst werd geassocieerd met soldaten die niet terugkeerden uit de Vietnamoorlog. Uit angst voor politieke gevoeligheden besloot Berry Gordy het nummer niet uit te brengen. 
Op 3 februari 1967 bracht platenlabel Gordy, een sublabel van Motown, Jimmy Mack alsnog uit. Politiek omstreden was het nummer niet meer, want het Amerikaanse volk was steeds kritischer tegenover de Vietnamoorlog komen te staan. Het bleek uit de #10 positie in de Hot 100 commercieel een goede zet te zijn geweest. Jimmy Mack werd ook van de plank gehaald omdat er snel behoefte was aan een hit voor de groep, nadat het trio Holland-Dozier-Holland Motown had verlaten om hun eigen label te beginnen. Het was HDH's laatste hit voor Martha & The Vandellas.
Het was ook het laatste nummer waarop Annette Beard te horen was, die al in 1964, direct na de opnamen voor Jimmy Mack en de B-kant Third Finger, Left Hand, de Vandellas had verlaten. Als Jimmy Mack in 1967 bij tv-optredens werd gepromoot werd het aandeel van Annette Beard geplaybackt door Betty Kelly en - na haar ontslag in datzelfde jaar - Martha's zuster Lois Reeves. 
Het duurde tot 2006 voordat Jimmy Mack in stereo te horen was. In eerste instantie werd het nummer uitgebracht in een monoversie. Daarna kwam er een soort remix, waarbij deze versie werd vermengd met een alternatieve opname.

## Coverversies
Jimmy Mack werd meerdere malen gecoverd. Zo had Sheena Easton er in 1986 een #65 hit mee in de Verenigde Staten. Ook onder anderen Karen Carpenter, Hank Crawford en Lani Hall namen een versie van het nummer op. Daarnaast werd het in een sketch gebruikt door de Britse comedianten Jennifer Saunders en Dawn French. Ook de B-kant Third Finger, Left Hand was vooral in het noorden van het Verenigd Koninkrijk succesvol. Het zou later, net als de A-kant, ook gecoverd worden, onder meer door Angie Gold en The Pearls. Third Finger, Left Hand is een ander liedje dan het gelijknamige nummer van Eileen Rodgers uit 1957.

## Bezetting
- Lead: Martha Reeves
- Achtergrond: Rosalind Ashford en Annette Beard
- Achtergrond-harmonie: The Andantes (Marlene Barrow, Jackie Hicks en Louvain Demps)
- Instrumentatie: The Funk Brothers
- Schrijvers: Holland-Dozier-Holland
- Tekst: Eddie Holland
- Producenten: Brian Holland en Lamont Dozier